# Dunav S od Kopačkog rita
Dunav S od Kopačkog rita este o arie protejată (sit de importanță comunitară — SCI) din Croația întinsă pe o suprafață de 13.792,93 ha, integral pe uscat.

## Localizare
Centrul sitului Dunav S od Kopačkog rita este situat la coordonatele 45°49′16″N 18°50′06″E / 45.821°N 18.835°E.

## Înființare
Situl Dunav S od Kopačkog rita a fost declarat sit de importanță comunitară în iulie 2013 pentru a proteja 19 specii de animale.

## Biodiversitate
Situată în ecoregiunea continentală, aria protejată conține 6 habitate naturale: Pajiști stepice panonice pe loess, Râuri cu maluri nămoloase cu vegetație de Chenopodion rubri p.p. și Bidention p.p., Ape stătătoare oligotrofe până la mezotrofe, cu vegetație de Littorelletea uniflorae și/sau de Isoëto-Nanojuncetea, Păduri aluvionare cu Alnus glutinosa și Fraxinus excelsior (Alno-Padion, Alnion incanae, Salicion albae), Pajiști stepice subpanonice, Lacuri eutrofice naturale cu vegetație de tip Magnopotamion sau Hydrocharition.
La baza desemnării sitului se află mai multe specii protejate:
- mamifere (6): vidră de râu (Lutra lutra), liliac cu aripi lungi (Miniopterus schreibersii), liliac cu urechi mari (Myotis bechsteinii), liliac cu urechi de șoarece (Myotis blythii), liliac comun (Myotis myotis), liliacul mare cu potcoavă (Rhinolophus ferrumequinum)
- nevertebrate (4): Coenagrion ornatum, Graphoderus bilineatus, libelule (Leucorrhinia pectoralis), fluturele purpuriu (Lycaena dispar)
- pești (9): avat (Aspius aspius), Eudontomyzon mariae, Gymnocephalus baloni, răspăr (Gymnocephalus schraetzer), săbiță (Pelecus cultratus), boarță (Rhodeus amarus), porcușor de șes (Romanogobio vladykovi), babușcă de tur (Rutilus virgo), pietrar (Zingel zingel)

Pe lângă speciile protejate, pe teritoriul sitului au mai fost identificate 8 specii de plante, 3 specii de nevertebrate, 1 specie de pești.